# Пулитцеровская премия за выдающуюся подачу сенсационного материала
Пу́литцеровская пре́мия за выдаю́щуюся пода́чу сенсацио́нного материа́ла (англ. Pulitzer Prize for Breaking News Reporting) — одна из номинаций Пулитцеровской премии, впервые присуждённая в 1953 году в качестве награды за локальный репортаж, созданный с учётом временны́х ограничений. В процессе развития премии номинация трансформировалась в награду за новостной репортаж.

За яркий пример локального, регионального или национального репортажа о последних новостях, который как можно быстрее точно фиксирует события по мере их развития, и по прошествии времени освещает, представляет контекст и расширяет первоначальную полноту охвата.Оригинальный текст (англ.)For a distinguished example of local, state or national reporting of breaking news that, as quickly as possible, captures events accurately as they occur, and, as time passes, illuminates, provides context and expands upon the initial coverage

## История
В 1948 году была создана «Пулитцеровская премия за локальный репортаж», которую уже через пять лет разделили на две номинации. Решению способствовали трудности жюри с определением победителей: локальные новостные репортажи заметно отличались по степени проработанности от локальных журналистских расследований и были направлены в первую очередь на предоставление актуальной информации о событиях, происходящих в реальном времени. Чтобы подчеркнуть эти различия, были созданы номинации «За местные новости (с учётом времени издания)» и «За местные новости (без времени издания)» (Pulitzer Prize for Local Reporting, Edition Time и Pulitzer Prize for Local Reporting, No Edition Time соответственно). В последующие годы названия и критерии оценивания премий неоднократно менялись, так как жюри регулярно сталкивалось с проблемой сортировки заявок между номинациями. В 1964 году первую из них переориентировали на общую новостную повестку, и она получила название «Пулитцеровская премия за местные общие или самые свежие новости» (Pulitzer Prize for Local General or Spot News Reporting). В 1985—1990 годах она носила название «Пулитцеровская премия за общие новости» (Pulitzer Prize for General News Reporting), а в 1991—1997 годах — «Пулитцеровская премия за самые свежие новости» (Pulitzer Prize for Spot News Reporting). В 1998 году категорию переименовали в «Пулитцеровскую премию за выдающуюся подачу сенсационного материала» (Pulitzer Prize for Breaking News Reporting).
| 1950-е | 1950-е | 1950-е | 1950-е | 1950-е | 1950-е | 1950-е | 1950-е | 1950-е | 1950-е | 1960-е | 1960-е | 1960-е | 1960-е | 1960-е                                        | 1960-е                                        | 1960-е                                        | 1960-е                                        | 1960-е                                        | 1960-е                                        | 1970-е                                        | 1970-е                                        | 1970-е                                        | 1970-е                                        | 1970-е                                        | 1970-е                                        | 1970-е                                        | 1970-е                                        | 1970-е                                        | 1970-е                                        | 1980-е                                        | 1980-е                                        | 1980-е                                        | 1980-е                                        | 1980-е                                        | 1980-е                                        | 1980-е                                        | 1980-е                                        | 1980-е                                        | 1980-е                                        | 1990-е                                    | 1990-е                                    | 1990-е                                    | 1990-е                                    | 1990-е                                    | 1990-е                                    | 1990-е                                    | 1990-е                                    | 1990-е                                    | 1990-е                                    | 2000-е                                    | 2000-е                                    | 2000-е                                    | 2000-е                                    | 2000-е                                    | 2000-е                                    | 2000-е                                    | 2000-е                                    | 2000-е                                    | 2000-е                                    | 2010-е                  | 2010-е                  | 2010-е                  | 2010-е                  | 2010-е                  | 2020-е                                       | 2020-е | 2020-е | 2020-е | 2020-е | 2020-е |
|        |        |        | 1953   | 1953   | 1953   | 1953   | 1953   | 1953   | 1953   | 1963   | 1963   | 1963   | 1963   | За местные новости (с учётом времени издания) | За местные новости (с учётом времени издания) | За местные новости (с учётом времени издания) | За местные новости (с учётом времени издания) | За местные новости (с учётом времени издания) | За местные новости (с учётом времени издания) | За местные новости (с учётом времени издания) | За местные новости (с учётом времени издания) | За местные новости (с учётом времени издания) | За местные новости (с учётом времени издания) | За местные новости (с учётом времени издания) | За местные новости (с учётом времени издания) | За местные новости (с учётом времени издания) | За местные новости (с учётом времени издания) | За местные новости (с учётом времени издания) | За местные новости (с учётом времени издания) | За местные новости (с учётом времени издания) | За местные новости (с учётом времени издания) | За местные новости (с учётом времени издания) | За местные новости (с учётом времени издания) | За местные новости (с учётом времени издания) | За местные новости (с учётом времени издания) | За местные новости (с учётом времени издания) | За местные новости (с учётом времени издания) | За местные новости (с учётом времени издания) | За местные новости (с учётом времени издания) |                                           |                                           |                                           |                                           |                                           |                                           |                                           |                                           |                                           |                                           |                                           |                                           |                                           |                                           |                                           |                                           |                                           |                                           |                                           |                                           |                         |                         |                         |                         |                         |                                              |        |        |        |        |        |
|        |        |        |        |        |        |        |        |        |        |        |        |        |        | 1964                                          | 1964                                          | 1964                                          | 1964                                          | 1964                                          | 1964                                          | 1984                                          | 1984                                          | 1984                                          | 1984                                          | 1984                                          | 1984                                          | 1984                                          | 1984                                          | 1984                                          | 1984                                          | 1984                                          | 1984                                          | 1984                                          | 1984                                          | 1984                                          | За местные общие или самые свежие новости     | За местные общие или самые свежие новости     | За местные общие или самые свежие новости     | За местные общие или самые свежие новости     | За местные общие или самые свежие новости     | За местные общие или самые свежие новости | За местные общие или самые свежие новости | За местные общие или самые свежие новости | За местные общие или самые свежие новости | За местные общие или самые свежие новости | За местные общие или самые свежие новости | За местные общие или самые свежие новости | За местные общие или самые свежие новости | За местные общие или самые свежие новости | За местные общие или самые свежие новости | За местные общие или самые свежие новости | За местные общие или самые свежие новости | За местные общие или самые свежие новости | За местные общие или самые свежие новости | За местные общие или самые свежие новости | За местные общие или самые свежие новости | За местные общие или самые свежие новости | За местные общие или самые свежие новости | За местные общие или самые свежие новости | За местные общие или самые свежие новости |                         |                         |                         |                         |                         |                                              |        |        |        |        |        |
|        |        |        |        |        |        |        |        |        |        |        |        |        |        |                                               |                                               |                                               |                                               |                                               |                                               |                                               |                                               |                                               |                                               |                                               |                                               |                                               |                                               |                                               |                                               |                                               |                                               |                                               |                                               |                                               | 1985                                          | 1985                                          | 1985                                          | 1985                                          | 1985                                          | 1990                                      | За общие новости                          | За общие новости                          | За общие новости                          | За общие новости                          | За общие новости                          | За общие новости                          | За общие новости                          | За общие новости                          | За общие новости                          | За общие новости                          | За общие новости                          | За общие новости                          | За общие новости                          | За общие новости                          | За общие новости                          | За общие новости                          | За общие новости                          | За общие новости                          | За общие новости                          |                         |                         |                         |                         |                         |                                              |        |        |        |        |        |
|        |        |        |        |        |        |        |        |        |        |        |        |        |        |                                               |                                               |                                               |                                               |                                               |                                               |                                               |                                               |                                               |                                               |                                               |                                               |                                               |                                               |                                               |                                               |                                               |                                               |                                               |                                               |                                               |                                               |                                               |                                               |                                               |                                               |                                           | 1991                                      | 1997                                      | 1997                                      | 1997                                      | 1997                                      | 1997                                      | 1997                                      | За самые свежие новости                   | За самые свежие новости                   | За самые свежие новости                   | За самые свежие новости                   | За самые свежие новости                   | За самые свежие новости                   | За самые свежие новости                   | За самые свежие новости                   | За самые свежие новости                   | За самые свежие новости                   | За самые свежие новости                   | За самые свежие новости                   | За самые свежие новости | За самые свежие новости | За самые свежие новости | За самые свежие новости | За самые свежие новости |                                              |        |        |        |        |        |
|        |        |        |        |        |        |        |        |        |        |        |        |        |        |                                               |                                               |                                               |                                               |                                               |                                               |                                               |                                               |                                               |                                               |                                               |                                               |                                               |                                               |                                               |                                               |                                               |                                               |                                               |                                               |                                               |                                               |                                               |                                               |                                               |                                               |                                           |                                           |                                           |                                           |                                           |                                           |                                           |                                           | 1998                                      | 1998                                      | 1998                                      | 1998                                      | 1998                                      | 1998                                      | 1998                                      | 1998                                      | 1998                                      | 1998                                      | 1998                                      | 1998                                      | 1998                    |                         |                         |                         |                         | За выдающуюся подачу сенсационного материала |        |        |        |        |        |

## Лауреаты

### Премия за местные новости (с учётом времени издания)
| Год  | Лауреат                                     | Издание                         | Комментарий |
| ---- | ------------------------------------------- | ------------------------------- | --- |
| 1953 | Штат Providence Journal                     | Providence Journal              | За спонтанное и скоординированное освещение ограбления банка и последовавшей полицейской погони, приведшей к захвату грабителя. |
| 1954 | Штат Sunday Post-Herald (Виксберг)          | Sunday Post-Herald              | За выдающееся освещение торнадо 5 декабря 1953 года, осуществлённое при чрезвычайных трудностях. |
| 1955 | Каро Браун                                  | Alice Echo-News Journal         | За серию новостей, представившую действенную критику системы единоличного политического правления в соседнем округе Дувол и написанную под необычайным давлением времени издания и трудных, даже опасных обстоятельств. Мисс Браун докопалась до фактов, скрытых под драматическими повседневными событиями, и добыла свои материалы под самым ожесточённым политическим сопротивлением, проявляя профессиональное мастерство и мужество. |
| 1956 | Ли Хиллс                                    | Detroit Free Press              | За агрессивную, находчивую и исчерпывающую передовицу, посвящённую переговорам «Объединения автомобильных Рабочих» с Ford и General Motors о гарантированной годовой заработной плате. |
| 1957 | Штат Salt Lake Tribune                      | Salt Lake Tribune               | За быстрое и рациональное освещение крушения двух воздушных лайнеров над Гранд-Каньоном, повлёкшее гибель 128 человек. |
| 1958 | Штат Forum of Fargo-Moorhead                | Forum of Fargo-Moorhead         | За быстрые, наглядные и подробные новости и освещение торнадо в Фарго 20 июня 1957 года. |
| 1959 | Мэри Луи Вернер                             | Evening Star                    | За всестороннее освещение в течение года кризиса интеграции в Виргинии, продемонстрировавшее восхитительный уровень достоверности, оперативности и способности интерпретировать новости под давлением крайних сроков в течение сложной и обременительной командировки. |
| 1960 | Джек Нельсон                                | Atlanta Constitution            | За сообщения о плохом обращении в Центральной государственной психиатрической больнице Милледжвилла. |
| 1961 | Санче Де Грамонт                            | New York Herald Tribune         | За трогательный материал о смерти Леонарда Уоррена на сцене Метрополитен-оперы. |
| 1962 | Роберт Д. Маллинс                           | Deseret News                    | За находчивое освещение убийства и похищения людей в государственном Парке мёртвой лошади в Юте. |
| 1963 | Сильван Фокс, Энтони Шеннон и Уильям Лонгуд | New York World-Telegram and Sun | За сообщения об авиакатастрофе в бухте Джамейка, в результате которой 1 марта 1962 года погибло 95 человек. |

### Премия за местные общие или самые свежие новости
| Год  | Лауреат                                   | Издание                             | Комментарий |
| ---- | ----------------------------------------- | ----------------------------------- | --- |
| 1964 | Норман Чарльз Миллер                      | Wall Street Journal                 | За исчерпывающий материал о многомиллионном мошенничестве с растительным маслом в Нью-Джерси. |
| 1965 | Мелвин Х. Рудер                           | Hungry Horse News                   | За смелое и находчивое освещение катастрофического наводнения, угрожавшего округу; индивидуальная работа в лучших традициях новостных репортажей.                                                                                   |
| 1966 | Штат Los Angeles Times                    | Los Angeles Times                   | За освещение восстания в Уоттсе. |
| 1967 | Роберт В. Кокс                            | Public Opinion                      | За образный и сделанный в критические сроки репортаж о полицейской облаве в горах, которая окончилась убийством психически неуравновешенного снайпера, терроризировавшего округу.                                                   |
| 1968 | Штат Detroit Free Press                   | Detroit Free Press                  | За освещение беспорядков в Детройте в 1967 году, признавая как блестящую кропотливую работу новостного отдела, так и быстрое и точные расследование глубинных причин трагедии.                                                      |
| 1969 | Джон Феттерман                            | Louisville Times и Courier-Journal  | За статью «Рядовой 1-го класса Гибсон возвращается домой» («Pfc. Gibson Comes Home») — историю американского солдата, тело которого было возвращено в родной город из Вьетнама для захоронения.                                     |
| 1970 | Томас Фитцпатрик                          | Chicago Sun-Times                   | За статью «Дикая ночная поездка с СДО» («Wild Night’s Ride With SDS») о жестокости молодых радикалов в Чикаго. |
| 1971 | Штат Akron Beacon Journal                 | Akron Beacon Journal                | За освещение трагедии Кентского государственного университета 4 мая 1970 года. |
| 1972 | Ричард Купер и Джон Мачачек               | Rochester Times-Union               | За освещение тюремного бунта в Аттике, штат Нью-Йорк. |
| 1973 | Штат Chicago Tribune                      | Chicago Tribune                     | За выявление вопиющих нарушений процедуры голосования на первичных выборах 21 марта 1972 года. |
| 1974 | Артур М. Петак и Хью Хоф                  | Chicago Sun-Times                   | За выявление новых доказательств, которые привели к возобновлению усилий по расследованию убийства Валери Перси в 1966 году. |
| 1975 | Штат Xenia Daily Gazette                  | Xenia Daily Gazette                 | За освещение в условиях чудовищных трудностей торнадо в Зинии, Огайо, разрушившего город 3 апреля 1974 года. |
| 1976 | Джин Миллер                               | Miami Herald                        | За настойчивые и смелые репортажи в течение восьми с половиной лет, которые привели к реабилитации и освобождению двух мужчин, дважды осуждённых за убийство, неправомерно заключённых и приговорённых к смертной казни во Флориде. |
| 1977 | Марго Хьюстон                             | Milwaukee Journal                   | За репортажи о пожилых людях и процессе старения. |
| 1978 | Ричард Уитт                               | Louisville Courier-Journal          | За освещение пожара, который унёс 164 жизни в фешенебельном ночном клубе в Беверли Хиллс, Саутгейт, штат Кентукки, и последовавшее расследование несоблюдения государственных пожарных норм.                                        |
| 1979 | Штат San Diego Evening Tribune            | San Diego Evening Tribune           | За освещение столкновения пассажирского лайнера Pacific Southwest с небольшим самолётом над городом. |
| 1980 | Штат Philadelphia Inquirer                | Philadelphia Inquirer               | За освещение аварии на АЭС Три-Майл-Айленд. |
| 1981 | Штат Longview Daily News                  | Longview Daily News                 | За освещение истории горы Сент-Хеленс с использованием фотографий Роджера А. Верта. |
| 1982 | Штат Kansas City Star и Kansas City Times | Kansas City Star, Kansas City Times | За освещение катастрофы в отеле «Hyatt Regency Hotel» и выяснение её причин. |
| 1983 | News-Sentinel                             | News-Sentinel                       | За отважное и находчивое освещение разрушительного наводнения в марте 1982 года. |
| 1984 | Newsday                                   | Newsday                             | За предприимчивое и всестороннее освещение дела малышки Джейн Доу и его серьёзных социальных и политических последствий. |

### Премия за общие новости
| Год  | Лауреат                         | Издание                         | Комментарий |
| ---- | ------------------------------- | ------------------------------- | --- |
| 1985 | Томас Туркол                    | Virginian-Pilot and Ledger-Star | За расследование в отношении муниципалитета, которое разоблачило коррупцию служащего в отделе местного экономического развития.                                                         |
| 1986 | Эдна Бьюкенен                   | Miami Herald                    | За разносторонние и неизменно превосходные новостные репортажи о полиции. |
| 1987 | Штат Akron Beacon Journal       | Akron Beacon Journal            | За освещение под давлением временны́х ограничений попытки поглощения Goodyear Tire and Rubber Co. европейским финансистом.                                                               |
| 1988 | Штат Montgomery Advertiser      | Montgomery Advertiser           | За аргументированное расследование необычно высокого уровня младенческой смертности в штате, которое запустило законотворческую деятельность по борьбе с этой проблемой.                |
| 1988 | Штат Eagle-Tribune              | Eagle-Tribune                   | За расследование, выявившее серьёзные изъяны в системе тюремных отпусков в Массачусетсе и повлёкшее значительные реформы внутри штата.                                                  |
| 1989 | Штат Louisville Courier-Journal | Louisville Courier-Journal      | За образцовое ознакомительное освещение крушения автобуса, в результате которого погибло 27 человек, и дальнейшее тщательное и продуктивное исследование причин и последствий трагедии. |
| 1990 | Штат Mercury News               | Mercury News                    | За подробное освещение землетрясения в районе залива 17 октября 1989 года и его последствий.                                                                                            |

### Премия за самые свежие новости
| Год  | Лауреат                | Издание           | Комментарий |
| ---- | ---------------------- | ----------------- | --- |
| 1991 | Штат Miami Herald      | Miami Herald      | За материалы о лидере местного культа, его последователях и их связях с несколькими убийствами в регионе.                             |
| 1992 | Штат Newsday           | Newsday           | За освещение полуночного крушения в метро Манхэттена, в результате которого погибли пять пассажиров и более двухсот получили ранения. |
| 1993 | Штат Los Angeles Times | Los Angeles Times | За всестороннее, проницательное освещение под давлением сроков второго и самого разрушительного дня беспорядков в Лос-Анджелесе.      |
| 1994 | Штат New York Times    | New York Times    | За исчерпывающее освещение бомбардировок Всемирного торгового центра в 1993 году.                                                     |
| 1995 | Штат Los Angeles Times | Los Angeles Times | За репортаж от 17 января 1994 года о хаосе и разрушениях после землетрясения в Нортридже в 1994 году.                                 |
| 1996 | Роберт Д. Макфадден    | New York Times    | За высокопрофессиональные тексты и репортажи в течение года.                                                                          |
| 1997 | Штат Newsday           | Newsday           | За инициативное освещение крушения рейса авиакомпании Trans World Airlines (TWA) и его последствий.                                   |

### Премия за выдающуюся подачу сенсационного материала
| Год  | Лауреат                              | Издание                 | Комментарий |
| ---- | ------------------------------------ | ----------------------- | --- |
| 1998 | Штат Los Angeles Times               | Los Angeles Times       | За освещение неудачного ограбления банка, которое закончилось перестрелкой с полицией в Северном Голливуде. |
| 1999 | Штат Hartford Courant                | Hartford Courant        | За освещение стрельбы, учинённой работником государственной лотереи и унёсшей жизни пятерых человек. |
| 2000 | Штат Denver Post                     | Denver Post             | За освещение резни в средней школе Колумбайн. |
| 2001 | Штат Miami Herald                    | Miami Herald            | За освещение ареста Элиана Гонсалеса федеральными агентами. |
| 2002 | Штат Wall Street Journal             | Wall Street Journal     | За освещение атаки 11 сентября на Всемирный торговый центр. |
| 2003 | Штат Eagle-Tribune                   | Eagle-Tribune           | За истории о четырёх мальчиках, утонувших в результате несчастного случая в реке Мерримак. |
| 2004 | Штат Los Angeles Times               | Los Angeles Times       | За убедительные и исчерпывающие репортажи о массовых лесных пожарах, подвергших опасности населённый район южной Калифорнии. |
| 2005 | Штат Star-Ledger                     | Star-Ledger             | За всесторонний и здравый репортаж об отставке губернатора Нью-Джерси после того, как тот объявил, что он гей и признался в адюльтере с мужчиной. |
| 2006 | Штат Times-Picayune                  | Times-Picayune          | За смелое и энергичное освещение урагана Катрина, сделанное вопреки отчаянным условиям, с которыми столкнулись город и газета. |
| 2007 | Штат Oregonian                       | Oregonian               | За умелые и дотошные репортажи о семье, пропавшей без вести в горах Орегона, представившие трагическую историю как в печати, так и онлайн. |
| 2008 | Штат Washington Post                 | Washington Post         | За исключительный, многогранный обзор смертоносной стрельбы в Политехническом институте Виргинии, представивший развитие ситуации в печати и онлайн. |
| 2009 | Штат New York Times                  | New York Times          | За быстрое и широкое освещение скандала с проституцией, который привёл к отставке губернатора Элиота Спитцера. История была впервые представлена на веб-сайте, а затем дополнена авторитетными и стремительными репортажами. |
| 2010 | Штат Seattle Times                   | Seattle Times           | За исчерпывающее освещение в печати и онлайн перестрелки в кофейне, в результате которой погибли четыре полицейских, и последовавшей 40-часовой погони за подозреваемым. |
| 2011 | —                                    | —                       | Не вручалась |
| 2012 | Штат Tuscaloosa News                 | Tuscaloosa News         | За инициативное освещение смертельного торнадо с использованием социальных сетей и традиционных форматов для представления обновлений в режиме реального времени; помощь в поиске пропавших без вести людей; создание подробных печатных материалов даже после отключения электричества благодаря привлечению к публикации другой типографии, расположенной за 50 миль. |
| 2013 | Denver Post                          | Denver Post             | За освещение массовой стрельбы в Орора (Колорадо) в 2012 году. |
| 2014 | Штат Boston Globe                    | Boston Globe            | За исчерпывающее и эмпатическое освещение взрывов на Бостонском марафоне и последовавшего преследования, охватившего город; за использование фотографий и ряда цифровых инструментов для полноценного представления трагедии. |
| 2015 | Штат Seattle Times                   | Seattle Times           | За цифровой материал об оползне, в результате которого погибли 43 человека, и последовавшие впечатляющие репортажи о том, можно ли было избежать трагедии. |
| 2016 | Штат Los Angeles Times               | Los Angeles Times       | За исключительные репортажи, представившие как локальную, так и глобальную перспективу на стрельбу в Сан-Бернардино и последовавшее расследование террора. |
| 2017 | Штат East Bay Times                  | East Bay Times          | За неустанное освещение пожара на товарном складе «Ghost Ship», в результате которого погибло 36 человек, и последовавшие за трагедией репортажи, выявившие отказ городских властей от действий, которые могли бы недопустить ситуацию. |
| 2018 | Press-Democrat                       | Press-Democrat          | За доходчивое и дотошное освещение лесных пожаров, разоривших город Санта-Роза и округ Сонома, и умелое использование множества инструментов, включая социальные сети, фото- и видеоплатформы, для обеспечения читателей полной информацией (в режиме реального времени и в последовавшем подробном отчёте).                                                            |
| 2019 | Штат Pittsburgh Post-Gazette         | Pittsburgh Post-Gazette | За глубокие, полные сопереживания репортажи о резне в Питтсбургской синагоге «Древо жизни», запечатлевшие страдания и жизнестойкость сообщества, оставленного в беде. |
| 2020 | Courier-Journal                      | Courier-Journal         | За своевременное освещение сотен помилований, совершённых в последнюю минуту губернатором Кентукки. Работа журналистов продемонстрировала непрозрачность системы, расовое неравенство и нарушения правовых норм. (Перемещено жюри из номинации «За освещение местных новостей»).                                                                                        |
| 2021 | Штат The Star Tribune в Миннеаполисе | The Star Tribune        | За освещение убийства Джорджа Флойда и последовавших за ним протестов в Миннеаполисе и Сент-Поле. |
| 2022 | Штат Miami Herald                    | Miami Herald            | За репортаж об обрушении жилого дома в Серфсайде |
| 2023 | Штат Los Angeles Times               | Los Angeles Times       | За освещение скандала в городском совете Лос-Анджелеса в 2022 году и его последствий. |
| 2024 | Штат Lookout Santa Cruz              | Lookout Santa Cruz      | За подробное и оперативное освещение произошедших в праздничные выходные катастрофических наводнения и оползней, в результате которых тысячи жителей Калифорнии были вынуждены покинуть свои дома и были разрушены более тысячи домов и предприятий. |
| 2025 | Штат Washington Post                 | Washington Post         | За освещение покушения на Дональда Трампа в Пенсильвании 13 июля 2024 года. |